# Army Alpha
Army Alpha je skupinski test, ki ga je  skupaj s šestimi člani odbora pripravil Robert Yerkes in s katerim so med prvo svetovno vojno testirali večje število vojaških nabornikov v Združenih državah Amerike. Prvič je bil predstavljen leta 1917 in sicer zaradi potrebe po sistematični metodi ovrednotenja intelektualnega in čustvenega delovanja vojakov. Test je ocenjeval "verbalne in numerične sposobnosti, sposobnost sledenja navodilom in razumevanja podatkov". Rezultati testa Army Alpha so bili uporabljeni za določanje vojakove sposobnosti služenja, za razporeditev na poklicni položaj in ocenitev njegovega potenciala za vodilne položaje. Nepismeni ali tujejezični vojaki so opravljali test Army Beta, enakovreden neverbalni izpit. Pomemben namen tega dodatnega testa Army Beta je bil dati tistim, ki so bili zaradi jezikovnih ovir omejeni, resnično priložnost, da pokažejo svoje sposobnosti.
Individualne preizkuse, kakršni so bili nato uporabljani v vojski, so najprej testirali na skupinskih testih. Nobene osebe niso označili za manj inteligentno, dokler ni bil izveden podroben individualni psihološki test. Odkritih je bilo mnogo primerov duševnih motenj, ki so jih predali psihiatrom v preiskavo. Disciplinski primeri predani psihologom so bili vedno obravnavani individualno, enako je bilo z možmi, ki so imeli probleme z urjenjem ali tistimi, ki niso bili sprejeti v YMCA šole ali drugam. Army Alpha in Army Beta sta se prenehala uporabljati po prvi svetovni vojni.

## Namen
Namen testiranja je odkriti manj inteligentne in tiste, ki niso sposobni služenja vojaškega roka zaradi duševnih pomanjkljivosti ter odkriti tiste, ki imajo nenavadne ali vrhunske sposobnosti. Razporeditev tako skupinskega kot individualnega testa  je bila zato pripravljena  na podlagi podatkov, ki so jih pridobili iz institucij za manj inteligentne. Če na testu ni bila dosežena nobena točka, bi to pomenilo nizko duševnost, in bi bil prvi pogoj izpolnjen; vendar je bilo dokazano, da je pismenost pomemben faktor pri alfa testu. Beta test je  faktor  pismenosti praktično izločil in je bil na ta način korak naprej pri selekcioniranju tistih z nizko inteligentnostjo. Da bi dokončno dokazali, da je bil moški manj inteligenten, in da ne gre le za brezbrižneža ali simulanta, so ustvarili še dodaten test.
Yerkes je začrtal 7 ciljev Army Alphe in sicer:
- Razvrstitev vojakov glede na njihove duševne sposobnosti in s tem dopolnitev kartotek osebja o poklicnih kvalifikacijah ter pomoč pri dodeljevanju nalog v vojski.
- Pridobitev duševne ocene vsakega vojaka, kar bo pomagalo častnikom, da bodo sestavili vsaj približno enakovredno močne enote.
- Z natančno preiskavo in poročilom pomagati polkovnikom, častnikom in medicinskim častnikom pri možeh, ki se na usposabljanje ne odzivajo zadovoljivo ali so kako drugače moteči.
- Častnikom iz razvojnega bataljona pomagati pri razvrščanju, treningu in končni razporeditvi mož.
- Odkriti može, ki imajo vrhunske duševne sposobnosti in naj bi bili izbrani v tabore za usposabljanje častnikov, napredovanje ali bi bili določeni za posebne naloge.
- Pomoč pri odkrivanju in primerni razvrstitvi mož, pri katerih je zaznana izjemna veščina, npr. izvidniki.
- Pomagati pri odkrivanju mož, ki so duševno zaostali in jih je potrebno v skladu s stopnjo pomanjkljivosti predlagati za razrešitev, razvojne bataljone, delovne organizacije ali redno vojaško usposabljanje.

## Metode in rezultati
Postopek "Army Alphe" je bil izveden na naslednji način:
- Razdelitev na pismene in nepismene.
- Izvedba "Army Alphe" (za pismene). Test je trajal 40 do 50 minut, v eni skupini je bilo med 100 in 200 mož.
- Izvedba "Army Bete" (za nepismene in može, ki niso opravili "Army Alphe"). Test je trajal od 50 do 60 minut in v skupini je bilo do 60 mož.
- Možje, ki niso opravili "Army Bete", so bili razporejeni na individualne teste. Pismeni, ki niso naredili "Army Alphe" in "Army Bete" so nato opravljali Stanford-Binetov inteligentnostni test in/ali vrednostne lestvice Likertovega tipa, odvisno od primera. Nepismeni, ki niso naredili "Army Bete", so opravljali dodaten test.[1]

Enajstega novembra 1918 je psihološko osebje sestavljalo približno 120 častnikov in 350 nabornikov. Več kot 500 dodatnih pomočnikov je bilo uporabljenih pri testiranju v 35 različnih taborih, v katerih so bili psihološki testi izvedeni. Vojaški testi inteligentnosti so se izvajali na 1 726 966 možeh, od tega je bilo 41 000 oficirjev. Izvedenih je bilo približno 83 000 individualnih testov. Več kot 7800 mož je bilo predlaganih za takojšnjo razrešitev; 10 014 so jih ocenili kot primerne za delavski bataljon in druge storitvene organizacije; 9487 jih je bilo poslanih v razvojne bataljone na nadaljnjo opazovanje in predhodno usposabljanje. Skorajda 30 % z 1 556 011 mož, katerih statistike so dostopne, je bilo prepoznanih kot nesposobnih »prebrati in razumeti časopis in pisati pisma domov« in so bili poslani na posebne teste, imenovane Army Beta, ki so bili pripravljeni za nepismene.
Metode, ki so bile v osnovi pripravljene za uporabo v vojski, so bile v luči rezultatov podvržene mnogim predelavam, da bi povečali zanesljivost in vojaško vrednost. Postopek, ki je bil dokončno sprejet in se je uporabljal v vojski, je sestavljen iz dveh glavnih tipov testiranja: skupinskega in individualnega testiranja. Prvi je bil potreben zaradi čim hitrejšega poteka testiranja  in poročanja rezultatov, drugi pa zaradi želje po zanesljivosti in poštenosti do posameznika.
Možje so bili preizkušani v skupinah do 500 oseb. Vsak izmed njih je bil opremljen s svinčnikom ter izpitno polo in je pod vojaškim nadzorom sledil navodilom po svojih najboljših močeh. Test je trajal približno 50 minut. Zahteval ni skoraj nobenega pisanja, naloge so bile sestavljene tako, da so se reševale s podčrtovanjem, prečrtovanjem ali obkroževanjem. Izpitne pole so bile hitro ocenjene s pomočjo šablon in ocene duševnosti so bile zabeležene za takojšnje poročilo. Vsak od testov alfa preizkusa je bil sestavljen iz več delov, ki so si sledili po zahtevnosti od najlažjega k najtežjemu. Zato je bilo za manj sposobne testirance mogoče, da so uspešno začeli vsak test, hkrati pa je bilo praktično nemogoče, da bi visoko inteligentni primeri rešili teste v vnaprej določenem času. Testi so se razlikovali po načinu in so nedvomno testirali najpomembnejše tipe inteligenčnega procesa.

## Struktura
Glavni postopek testiranja, ki je bil razvit v skladu z vojaškimi zahtevami, lahko na kratko opišemo takole: skupina nabornikov, katere velikost je določena s kapaciteto mest v izpitni sobi (variira med 100 in 500 možmi), je poslana v zgradbo za duševno testiranje. Prvi pomemben korak je oddelitev nepismenih. To so dosegli s tem, da so vsi moški, ki ne znajo brati in pisati ter tisti, ki imajo opravljen največ peti razred, stopili iz začetne skupine. Preostali možje so bili poslani v alfa sobo. Seveda jih je  med njimi kar nekaj, ki bodo kasneje morali reševati test Army Beta. Nepismeni so poslani naravnost v Army Beta sobo.
Možje, ki niso uspešno opravili alfa testa, so bili poslani na test beta iz razloga, da bi se izognili krivičnosti zaradi relativno slabega poznavanja angleškega jezika. Možje, ki niso uspešno opravili Army Beta izpita, so bili napoteni na individualna preverjanja, kar je najbrž najbolj primeren in ustrezen postopek med vsemi metodami, ki so na voljo. Ta napotitev na natančno individualno preverjanje je še en poskus, da bi se izognili krivicam – na eni strani iz razloga jezikovnega primanjkljaja ali zaradi naključnih incidentov, nastalih pri skupinskem preverjanju.
"Army Alpha" je razdeljen na 8 testov. Obstaja tudi pet preizkusnih oblik testa – oblike 5, 6, 7, 8, 9. Podana vprašanja so razporejena po naraščajoči težavnosti. Vojaški novinci so pozvani, da na vprašanja odgovarjajo kakor hitro lahko.

## Zgodovina
Prvotni "Army Alpha" test je bil zasnovan na inteligentnostnih testih, ki jih je ustvaril Alfred Binet. Ko se je prva svetovna vojna začela širiti, je bilo očitno, da bi ustrezno izkoriščena človeška moč, še bolj pa moč uma, zagotovila trdno zmago. Army Alpho je ustvarila skupina psihologov: Robert Yerkes, W. V. Bingham, Henry H. Goddard, T. H. Haines, Lewis Terman, G. M. Whipple, F. L. Wells. Vsak od njih je odboru prinesel veliko količino materiala, ki je bil nato preučen in uporabljen za izdelavo skupinskega testa ter kot material za "Vodiča za izvajalce testov" individualnih preverjanj. Teh sedem strokovnjakov na področju praktičnih duševnih meritev je bilo izbranih poleti 1917 in sklicanih skupaj, da bi pripravili ali izbrali primerne metode. Skupina je delala mesec dni skoraj neprekinjeno, oblikovala, izbirala in prilagajala metode. Še en mesec je bil namenjen temeljitemu testiranju metod v vojašnicah, da bi lahko zagotovo potrdili njihovo vrednost, preden bi jih predali medicinskemu oddelku vojske. Rezultati so bili razveseljivi in metode so bile predane zdravniku general majorju avgusta 1917 ter bile takoj sprejete za uporabo v uradnih testiranjih. Uradni medicinski inšpektor je izdal poročilo: "Nameni psihološkega testiranja so (a) pomoč pri izločanju duševno nesposobnih, (b) razvrstitev mož glede na njihovo duševno zmogljivost, (c) pomoč pri izbiri pristojnih mož na odgovorne položaje."
Prvotno je obstajalo trinajst različnih testov. Ti so bili s strani psihologov ocenjeni na podlagi njihove veljavnosti kot merilo inteligentnosti. Dani so bili izbranim skupinam, rezultati pa so bili med seboj primerjani z določenimi merili. Posledično so bili nekateri testi izločeni, saj niso izpolnjevali zahtev. Za vsak test je bila dana vrsta primerov pravilnih odgovorov.